# Gran Premio Carlos Pellegrini
El Gran Premio Internacional Carlos Pellegrini es el clásico más importante del calendario hípico argentino, y es la competencia hípica con más historia e importancia en el turf sudamericano e iberoamericano. Pertenece al Grupo I de la escala internacional.
Su origen se remonta a 1887, en honor a uno de los fundadores y primer presidente del Jockey Club de Buenos Aires, Carlos Enrique José Pellegrini Bevans, quien llegaría a ser, además, Presidente de la Nación Argentina. En sus primeros años, entre 1887 y 1939, la carrera se disputó en el Hipódromo de Palermo, pasando luego al Hipódromo de San Isidro. Sin embargo entre los 1971 y 1979, el Gran Premio volvió a correrse en Palermo, debido al cierre de San Isidro.
Actualmente se disputa en la pista de césped del Hipódromo de San Isidro, sobre una distancia de 2400 metros, y en él pueden participar caballos de 3 años y más edad, oriundos de cualquier país. El peso de la monta de los ejemplares se calcula de acuerdo a la edad de los caballos según la escala internacional: 54 kg para aquellos de 3 años nacidos en el segundo semestre y 58 kg para los de 3 años nacidos en el primer semestre, 60 kg para los de 4 años del segundo semestre y 61 kg para los de 4 años del primer semestre y para los de 5 años y más edad. A su vez, las yeguas reciben un descargo de 2 kg en la monta.
El mismo día se disputa el Gran Premio Internacional Joaquín S. de Anchorena (todo caballo, 1600 metros) y el Gran Premio Félix de Álzaga Unzué (todo caballo, 1000 metros). El récord de asistentes al Hipódromo de San Isidro se logró en oportunidad de disputarse el Gran Premio Carlos Pellegrini de 1952, cuando concurrieron 102.600 personas.

## Historial de la competición
En la primera edición de 1887, disputado en el desaparecido Hipódromo Nacional, el ganador fue Stiletto (hijo de Beaudesert). En 1917 ganó el legendario Botafogo (hijo de Old Man, ganador del Pellegrini en 1904 y 1905), que al año siguiente fue derrotado por única vez en sus 17 salidas a pista por Grey Fox (hijo de Le Samaritain). En 1940, ya por primera vez en el Hipódromo de San Isidro, la ganadora fue La Mission (hija de Congreve). En 1951 lo ganó Yatasto (hijo de Selim Hassam). En 1971 la competición volvió a Palermo, ganando Uruguayo (hijo de Pronto), y en 1980 volvió otra vez a San Isidro, ganando Regidor (hijo de Pepenador). En 1941 y 1950 fue ganador el jockey solareño Elías Antúnez, conocido como "El Yacaré"; por estas victorias se le dedicaron sendos tangos y chamamé a su nombre.

## Ganadores del Gran Premio Carlos Pellegrini[5][6]
| Año  | Ganador          | País | Jockey                   | País | Padre                | País | Madre           | País | Criador                         | Caballeriza                     | Chaquetilla        |
| ---- | ---------------- | ---- | ------------------------ | ---- | -------------------- | ---- | --------------- | ---- | ------------------------------- | ------------------------------- | ------------------ |
| 1887 | Stiletto         |      | J. Verduri               |      | Patiño               |      | Maud Victoria   |      |                                 | Prisionero                      |                    |
| 1888 | Gay Hermit       |      | J. Verduri               |      | Hermit               |      | Doll Tearsheet  |      |                                 | Prisionero                      |                    |
| 1889 | Bolívar          |      | F. Fernández             |      | Earl Clifden         |      | Rosa            |      |                                 | Oriental                        |                    |
| 1890 | Athos II         |      | J. Peralta               |      | Zut                  |      | Caterer         |      |                                 | Entre Ríos                      |                    |
| 1891 | Camors           |      | I. Díaz                  |      | Edward the Confessor |      | Omphale         |      |                                 | Camors                          |                    |
| 1892 | Athos II         |      | J. Garri                 |      | Patiño               |      | Caterer         |      |                                 | Entre Ríos                      |                    |
| 1893 | Buenos Aires     |      | P. Aguirre               |      | Chivalrous           |      | Sarsaparilla    |      |                                 | J.B. Zubiaurre                  |                    |
| 1894 | Revancha         |      | I. Lacruz                |      | Whipper In           |      | Lotus           |      |                                 | José María                      |                    |
| 1895 | Massena          |      | R. Bastiani              |      | Acheron              |      | Belle Fille     |      |                                 | Belgrano                        |                    |
| 1896 | Porteño          |      | R. Garrido               |      | Chivalrous           |      | Sarsaparilla    |      |                                 | J.B. Zubiaurre                  |                    |
| 1897 | Pillito          |      | P. Aguilera              |      | Neapolis             |      | Picardía        |      |                                 | El Derby                        |                    |
| 1898 | Primero          |      | I. Díaz                  |      | Esperanza            |      | Condesa         |      |                                 | J.B. Zubiaurre                  |                    |
| 1899 | Pillito          |      | P. Aguilera              |      | Neapolis             |      | Picardía        |      |                                 | El Derby                        |                    |
| 1900 | Etolo            |      | Tomás Conde              |      | El Amigo             |      | Estrella        |      |                                 | Nautilus                        |                    |
| 1901 | Druid            |      | P. García                |      | Sargento             |      | Devonshire Lass |      |                                 | Nautilus                        |                    |
| 1902 | Pippermint       |      | Vicente Fernández        |      | St. Mirin            |      | Mostaza         |      |                                 | Escocés                         |                    |
| 1903 | Pimiento         |      | S. Urrutia               |      | Stiletto             |      | Asteria         |      |                                 | La Confianza                    |                    |
| 1904 | Old Man          |      | H. Esteves               |      | Orbit                |      | Moissonneuse    |      |                                 | Petite Ecurie                   |                    |
| 1905 | Old Man          |      | Fernando Pérez           |      | Orbit                |      | Moissonneuse    |      |                                 | Petite Ecurie                   |                    |
| 1906 | Pelayo           |      | R. Sánchez               |      | Neapolis             |      | Pitanga         |      |                                 | Lagrange                        |                    |
| 1907 | Olascoaga        |      | R. Garrido               |      | Orbit                |      | Isolina         |      |                                 | Las Cañas                       |                    |
| 1908 | Bronce           |      | L. Laborde               |      | Kendal               |      | Promise         |      |                                 | León                            |                    |
| 1909 | Cincel           |      | B. Díaz                  |      | El Amigo             |      | Cinderella      |      |                                 | Cincel                          |                    |
| 1910 | Sibila           |      | A. Iruzta                |      | Orbit                |      | Solifuga        |      |                                 | Iceache                         |                    |
| 1911 | Mouchette        |      | L. Laborde               |      | Pietermaritzburg     |      | Rivera          |      |                                 | La Guardia                      |                    |
| 1912 | Mouchette        |      | Domingo Torterolo        |      | Pietermaritzburg     |      | Rivera          |      |                                 | La Guardia                      |                    |
| 1913 | Enérgica         |      | M. Lema                  |      | Cyllene              |      | Partícula       |      |                                 | Don Gonzalo                     |                    |
| 1914 | Irigoyen         |      | D. Englander             |      | Jardy                |      | Encina          |      |                                 | Los Cardos                      |                    |
| 1915 | Dijital          |      | F. Arcuri                |      | Calepino             |      | Doubtful Honour |      |                                 | Diego de Alvear                 |                    |
| 1915 | Ocurrencia       |      | Domingo Torterolo        |      | Val D'Or             |      | Meltona         |      |                                 | Indecís                         |                    |
| 1916 | Cabaret          |      | E. Saavedra              |      | Druid                |      | Clara           |      |                                 | La Celina                       |                    |
| 1917 | Botafogo         |      | Jesús Bastías            |      | Old Man              |      | Korea           |      |                                 | Diego de Alvear                 |                    |
| 1918 | Grey Fox         |      | Domingo Torterolo        |      | Le Samaritain        |      | Dancing Fox     |      |                                 | Indecís                         |                    |
| 1919 | Tiny             |      | T. Fernández             |      | Jardy                |      | La Nenita       |      |                                 | Haras La Lula                   |                    |
| 1920 | Palospavos       |      | Domingo Torterolo        |      | Papanatas            |      | Royal Princess  |      |                                 | Indecís                         |                    |
| 1921 | Moloch           |      | F. Arcuri                |      | Diamond Jubilee      |      | Melilla         |      |                                 | Iceache                         |                    |
| 1922 | Rico             |      | R. Pelletier             |      | Picacero             |      | Realeza         |      |                                 | Condal                          |                    |
| 1923 | Don Padilla      |      | S. Ruíz                  |      | Pipiolo              |      | Mabel           |      |                                 | El Apronte                      |                    |
| 1923 | Movedizo         |      | F. Arcuri                |      | St. Wolf             |      | Movediza        |      |                                 | El Turf                         | Horse racing silks |
| 1924 | Lombardo         |      | Irineo Leguisamo         |      | St. Wolf             |      | La Cerny        |      |                                 | La Cuquita                      |                    |
| 1925 | Macon            |      | E. Ruíz                  |      | Sandal               |      | Bourgogne       |      |                                 | Don Alfonso                     |                    |
| 1926 | Macon            |      | E. Ruíz                  |      | Sandal               |      | Bourgogne       |      |                                 | Don Alfonso                     |                    |
| 1927 | Lyda             |      | J. Canal                 |      | Picacero             |      | Lada            |      |                                 | Moreno N.                       |                    |
| 1928 | Congreve         |      | J. Garrido               |      | Copyright            |      | Per Noi         |      |                                 | Pensamiento                     |                    |
| 1929 | Parlanchín       |      | M. Ortíz                 |      | Tanner               |      | Enredista       |      |                                 | La Guardia                      |                    |
| 1930 | Cocles           |      | Irineo Leguisamo         |      | Copyright            |      | Cecilia Metella |      |                                 | La Morena                       |                    |
| 1931 | Mineral          |      | Osvaldo Solari           |      | Leteo                |      | Moderna         |      |                                 | Alerta                          |                    |
| 1932 | Payaso           |      | Irineo Leguisamo         |      | Re-Echo              |      | Payasada        |      |                                 | Yeruá                           |                    |
| 1933 | Cote D'Or        |      | E. Lema                  |      | Sandal               |      | Bourgogne       |      |                                 | Hilda                           |                    |
| 1934 | Cute Eyes        |      | Irineo Leguisamo         |      | Ámsterdam            |      | Sharp Eyes      |      |                                 | Los Juncos                      |                    |
| 1935 | Ix               |      | Jacinto Sola             |      | Congreve             |      | Betha           |      |                                 | Pereyra                         |                    |
| 1936 | Camerino         |      | Máximo Acosta            |      | Copyright            |      | Cecilia Metella |      |                                 | El Chañi                        |                    |
| 1937 | Albacea          |      | Máximo Acosta            |      | Picacero             |      | Alba            |      |                                 | Kempis                          |                    |
| 1938 | Romántico        |      | Antonio Batista          |      | Caboclo              |      | Rosaflor        |      | Casupá                          | El Refugio                      |                    |
| 1939 | Romántico        |      | Asunciòn Avero           |      | Caboclo              |      | Rosaflor        |      | Casupá                          | El Refugio                      |                    |
| 1940 | La Mission       |      | Máximo Acosta            |      | Congreve             |      | Iquem           |      | Ojo de Agua                     | La Cascada                      |                    |
| 1941 | Bulbalco         |      | Elías Antúnez            |      | Tresiete             |      | Bibesca         |      | Haras Lonquimay                 | El Grillo                       |                    |
| 1942 | Tónico           |      | Salvador Di Tomaso       |      | Tresiete             |      | Pedantilla      |      | Suc. S. Canale                  | Don Francisco                   |                    |
| 1943 | Banderín         |      | Máximo Acosta            |      | Alan Breck           |      | Barandilla      |      | Haras San Ignacio               | Río Paraná                      |                    |
| 1944 | Filón            |      | Irineo Leguisamo         |      | Full Sail            |      | Felina          |      | Haras Argentino                 | Upper Cut                       |                    |
| 1945 | Filón            |      | Irineo Leguisamo         |      | Full Sail            |      | Felina          |      | Haras Argentino                 | B. de Macedo                    |                    |
| 1946 | Académico        |      | Salvador Di Tomaso       |      | Sind                 |      | Belotte         |      | Haras Stella Maris              | Madrigano                       |                    |
| 1947 | Doubtless II     |      | Juan Pedro Artigas       |      | Cute Eyes            |      | Sospecha        |      | Haras Chapadmalal               | B. de Macedo                    |                    |
| 1948 | Académico        |      | Irineo Leguisamo         |      | Sind                 |      | Belotte         |      | Haras Stella Maris              | Madrigano                       |                    |
| 1949 | Cruz Montiel     |      | Rubén Quinteros          |      | Fox Cub              |      | Cruz de Malta   |      | Haras Argentino                 | Lía H.                          |                    |
| 1950 | Singapur         |      | Elías Antúnez            |      | Sind                 |      | Royal Dream     |      | Haras Stella Maris              | El Puente                       |                    |
| 1951 | Yatasto          |      | Juan Carlos Contreras    |      | Selim Hassan         |      | Yucca           |      | Haras Las Ortigas               | Atenas                          | Horse racing silks |
| 1952 | Branding         |      | Héctor Padula            |      | Burudun              |      | Vengadora       |      | Haras La Revancha               | San Andrés                      |                    |
| 1953 | El Aragonés      |      | Rubén Quinteros          |      | Ramazón              |      | Ei-Chu          |      | Haras Myriam                    | Luis O. de Barros               |                    |
| 1954 | Jungle King      |      | Irineo Leguisamo         |      | Claro                |      | Jungle Dancer   |      | Haras Don Santiago              | Don Eustaquio                   |                    |
| 1955 | Mangangá         |      | Bonifacio Castro         |      | Gulf Stream          |      | Margarita       |      | Haras Argentino                 | Aconcagua                       |                    |
| 1956 | Tatán            |      | Juan Pedro Artigas       |      | Yuvaraj              |      | Valkyrie        |      | Haras Los Prados                | Los Cerros                      |                    |
| 1957 | Fomento          |      | Cayetano Sauro           |      | Guatán               |      | Fantine         |      | Haras Las Niñas                 | Catinzaco                       |                    |
| 1958 | Manantial II     |      | Juan R. García           |      | Gulf Stream          |      | Magda           |      | Haras Argentino                 | Triunfador                      |                    |
| 1959 | Escorial         |      | Francisco Irigoyen       |      | Orsenigo             |      | Escoa           |      | Haras Guanabara                 | Seabra                          |                    |
| 1960 | Atlas            |      | Eduardo Jara             |      | Aristophanes         |      | Antinea         |      | Haras Ojo de Agua               | E.C.P.                          |                    |
| 1961 | Arturo A         |      | Irineo Leguisamo         |      | Argur                |      | Santa Rose      |      | Haras Las Ortigas               | Mis Leones                      |                    |
| 1962 | Tierno           |      | Irineo Leguisamo         |      | The Yuvaraj          |      | Palawan         |      | Haras Los Prados                | Invadex                         |                    |
| 1963 | El Centauro      |      | Cayetano Sauro           |      | Sideral              |      | Planetaria      |      | Haras Comalal                   | Riqui                           |                    |
| 1964 | Charolais        |      | Adolfo Sánchez           |      | Badajaun             |      | Averroa         |      | Haras El Paraíso                | Cnel. Vidal                     |                    |
| 1965 | Vit Reina        |      | Guillermo Rivero         |      | Vitelio              |      | Las Canas       |      | Haras Dreanina                  | La Tita                         |                    |
| 1966 | Forli            |      | Rodolfo Zapata           |      | Aristophanes         |      | Trevisa         |      | Haras Ojo de Agua               | Riqui                           |                    |
| 1967 | Rafale           |      | Ramón Encinas            |      | Court Harwell        |      | Sudestada       |      | Haras Comalal                   | Comalal                         | Horse racing silks |
| 1968 | Indian Chief II  |      | Julio Fajardo            |      | Pronto               |      | Coya Linda      |      | Haras El Turf                   | El Turf                         | Horse racing silks |
| 1969 | Practicante      |      | Eduardo Jara             |      | Pronto               |      | Extrañeza       |      | Haras El Turf                   | El Turf                         | Horse racing silks |
| 1970 | Snow Figure      |      | Víctor Centeno           |      | Snow Cat             |      | La Inglesa      |      | Haras Don Santiago              | Rosa Isabel                     | Horse racing silks |
| 1971 | Uruguayo         |      | Oreste Cosenza           |      | Pronto               |      | Unna            |      | Haras El Turf                   | El Turf                         | Horse racing silks |
| 1972 | Chupito          |      | Oreste Cosenza           |      | Electrodo            |      | Chimpa          |      | Haras Los Muchachos             | Cane - Pampa                    |                    |
| 1973 | Santorín II      |      | Arturo Morales           |      | Biomydrin            |      | Missing Moon    |      | Haras La Cabaña                 | Barlovento                      | Horse racing silks |
| 1974 | Gran Secreto     |      | Carlos Pezoa             |      | Gran Atleta          |      | Early Star      |      | Haras La Irenita                | Vincitore                       |                    |
| 1975 | Meyi             |      | Ramón Encinas            |      | Sky Don              |      | Sierra Oscura   |      | Haras El Apronte                | El Inca                         |                    |
| 1976 | No se disputó    |      |                          |      |                      |      |                 |      |                                 |                                 |                    |
| 1977 | El Muñeco        |      | Oscar Mansilla           |      | Utópico              |      | The Doll        |      | Haras El Turf                   | El Palo                         |                    |
| 1978 | Telescópico      |      | Marina Lezcano           |      | Table Play           |      | Filipina        |      | Haras Don Yeye                  | Don Yeye                        | Horse racing silks |
| 1979 | Habanico         |      | Carlos Pezoa             |      | Hawaiano             |      | Farsa Real      |      | Haras Los Prados                |                                 |                    |
| 1980 | Regidor          |      | Alberto Plá              |      | Pepenador            |      | Real Corrida    |      | Haras La Florida                | Noroma                          | Horse racing silks |
| 1981 | I'm Glad         |      | Jorge Valdivieso         |      | Liloy                |      | Glad            |      | Haras Santa María de Ararás     | Santa María de Araras           | Horse racing silks |
| 1982 | Sir Gold         |      | Luis Alzamora            |      | Old Gold             |      | Mandolina       |      | Haras Valentín                  | Walter Patricia                 | Horse racing silks |
| 1983 | Immensity        |      | Antonio Bolino           |      | Zenabre              |      | Monyaguá        |      | Haras Ponta Porá                | Ponta Porá                      | Horse racing silks |
| 1984 | Reverente        |      | Natalio Mezzotero        |      | El Virtuoso          |      | Red Smoke       |      | Haras Abolengo                  | Por Fin                         | Horse racing silks |
| 1985 | Salvate Tel      |      | Juan Maciel              |      | Telefónico           |      | Salmah          |      | Haras Happy End                 | Happy End                       | Horse racing silks |
| 1986 | Fain             |      | Jorge Valdivieso         |      | Dancing Moss         |      | Fallow's Sister |      | Haras Argentino                 | Santa María de Araras           | Horse racing silks |
| 1987 | Larabee          |      | Rubén Laitán             |      | Babor                |      | La Endiablada   |      | Haras La Quebrada               | Faruk                           | Horse racing silks |
| 1988 | Montubio         |      | Oscar Zapata             |      | Mountdrago           |      | Snow Valious    |      | Haras El Alfalfar               | Tandil                          | Horse racing silks |
| 1989 | Cacao            |      | Jorge Caro Araya         |      | Cipayo               |      | Kathy           |      | Haras Don Yeye                  | Guanabara                       | Horse racing silks |
| 1990 | Algenib          |      | Miguel Ángel Sarati      |      | Oak Dancer           |      | Cephei          |      | Haras Comalal                   | El Galo                         | Horse racing silks |
| 1991 | Potrillón        |      | Pablo Falero             |      | Ahmad                |      | Azalita         |      | Haras La Madrugada              | Tori                            | Horse racing silks |
| 1992 | Potri Pe         |      | Pablo Falero             |      | Potrillazo           |      | Prestigiadora   |      | Haras La Madrugada              | Tori                            | Horse racing silks |
| 1993 | Laredo           |      | Edwin Talaverano         |      | Muscovite            |      | Paula María     |      | Haras Santa Rosa                | Myrna                           | Horse racing silks |
| 1994 | Much Better      |      | Jorge Ricardo            |      | Baynoun              |      | Charming Doll   |      | Sr. J. B. Barros                | Stud T.N.T.                     | Horse racing silks |
| 1995 | Seaborg          |      | Juan José Paulé          |      | Candy Stripes        |      | Bustira         |      | Haras Río Claro                 | Río Claro                       | Horse racing silks |
| 1996 | Fregy's          |      | Edwin Talaverano         |      | Combsway             |      | Affirmed Affair |      | James E. Combs                  | Myrna                           | Horse racing silks |
| 1997 | Chullo           |      | Oscar Conti              |      | Equalize             |      | Qué Ilusión     |      | Haras San Pablo                 | San Pablo                       | Horse racing silks |
| 1998 | Coalsack         |      | Horacio Betansos         |      | Algenib              |      | Tucana          |      | Haras Comalal                   | Erchu                           | Horse racing silks |
| 1999 | Asidero          |      | Edwin Talaverano         |      | Fadeyev              |      | Lady Aspasia    |      | Haras de La Pomme               | La Pomme                        | Horse racing silks |
| 2000 | Guarachero       |      | Pablo Falero             |      | Slew Gin Fizz        |      | Tanti Auguri    |      | Haras Rodeo Chico               | Corcel Negro                    | Horse racing silks |
| 2001 | Second Reality   |      | Gonzalo Hahn             |      | Hidden Prize         |      | Secret Love     |      | Haras Orilla del Monte          | El Asturiano                    | Horse racing silks |
| 2002 | Freddy           |      | Pedro Robles             |      | Roy                  |      | Folgada         |      | Sr. Antonio Depieri             | La Providencia                  | Horse racing silks |
| 2003 | Gorylla          |      | Jorge Ricardo            |      | New Colony           |      | Sttefi          |      | Haras Morro Vermelho            | Colorado Dos Pampas             | Horse racing silks |
| 2004 | Fire Wall        |      | Rodrigo Blanco           |      | Incurable Optimist   |      | Fat Timer       |      | Haras Orilla del Monte          | El Gusy                         | Horse racing silks |
| 2005 | Storm Mayor      |      | Pablo Falero             |      | Bernstein            |      | Maya Toss       |      | Haras La Biznaga                | Starlight                       | Horse racing silks |
| 2006 | Storm Mayor      |      | Julio César Méndez       |      | Bernstein            |      | Maya Toss       |      | Haras La Biznaga                | Starlight                       | Horse racing silks |
| 2007 | Latency          |      | Julio César Méndez       |      | Slew Gin Fizz        |      | Latencia        |      | Haras Las Dos Manos             | El Bobo                         | Horse racing silks |
| 2008 | Life of Victory  |      | Rodrigo Blanco           |      | Incurable Optimist   |      | La Gran Portada |      | Haras Orilla del Monte          | El Gusy                         | Horse racing silks |
| 2009 | Interaction      |      | Edwin Talaverano         |      | Easing Along         |      | Inter Rails     |      | Haras Futuro                    | Haras Futuro                    | Horse racing silks |
| 2010 | Xin Xu Lin       |      | Antonio Correia da Silva |      | Wondertross          |      | Barbiera        |      | Haras Pirassununga              | J.R. Cruz e Tucci               | Horse racing silks |
| 2011 | Expressive Halo  |      | Juan Carlos Noriega      |      | Halo Sunshine        |      | Embrace Moi     |      | Haras Abolengo                  | Axel                            | Horse racing silks |
| 2012 | Going Somewhere  |      | Nelito da Cunha          |      | Sulamani             |      | Angel Star      |      | Haras Phillipson                | Haras Phillipson                | Horse racing silks |
| 2013 | Soy Carambolo    |      | Juan Carlos Noriega      |      | Val Royal            |      | La Carambola    |      | Haras Polo                      | Haras Polo                      | Horse racing silks |
| 2014 | Ídolo Porteño    |      | Jorge Ricardo            |      | Jump Start           |      | Idealidad       |      | Haras La Esperanza              | Haras Cachagua                  | Horse racing silks |
| 2015 | Hi Happy         |      | Altair Domingos          |      | Pure Prize           |      | Historia        |      | Haras La Providencia            | La Providencia                  | Horse racing silks |
| 2016 | Sixties Song     |      | Juan Cruz Villagra       |      | Sixties Icon         |      | Blissful Song   |      | Haras Firmamento                | Santa Elena                     | Horse racing silks |
| 2017 | Puerto Escondido |      | Osvaldo Alderete         |      | Hurricane Cat        |      | Surf Point      |      | Haras El Mallín                 | Facundito                       | Horse racing silks |
| 2018 | Il Mercato       |      | Juan Carlos Noriega      |      | Not For Sale         |      | Equal Pretty    |      | Haras La Pasión                 | Rubio B.                        | Horse racing silks |
| 2019 | Não Da Mais      |      | Carlos Lavor             |      | T.H. Approval        |      | Espectacular    |      | Haras Phillipson                | Haras Phillipson                | Horse racing silks |
| 2020 | Cool Day         |      | Eduardo Ortega Pavón     |      | John F Kennedy       |      | Cool Site       |      | Haras Abolengo                  | Est. Mariana Eva                |                    |
| 2021 | Village King     |      | Martín Javier Valle      |      | Campanologist        |      | Villard         |      | Haras Santa María de Araras     | Haras El Ángel de Venecia (SFe) |                    |
| 2022 | The Punisher     |      | Martín Javier Valle      |      | Cityscape            |      | O.K. Angie      |      | Haras El Ángel de Venecia (SFe) | Haras El Ángel de Venecia (SFe) |                    |
| 2023 | El Encinal       |      | Eduardo Ortega Pavón     |      | Il Campione          |      | Asediada Emper  |      | Haras El Paraíso                | Doña Pancha                     |                    |
| 2024 | Intense For Me   |      | Martín Valle             |      | Fortify              |      | Intense Look    |      | Haras Abolengo                  | Toroquemero                     |                    |